# Sumatra PDF
Sumatra PDF ou  Sumatra est un lecteur libre, gratuit et léger de fichiers PDF et de livres numériques. Il est inscrit sur la liste des logiciels libres préconisés par l’État français dans le cadre de la modernisation globale de ses systèmes d’informations.

## Historique
Le logiciel libre Sumatra PDF a été conçu et développé par Krzysztof Kowalczyk, diplômé de Télécom Bretagne en 1998. Il fonctionne avec le système d'exploitation Microsoft Windows et peut être installé à partir d'une clé USB grâce à une version portable : Sumatra PDF Portable.

## Fonctionnalités
Malgré sa légèreté par rapport à d'autres visionneuses PDF comme Adobe Reader ou Foxit Reader, Sumatra PDF intègre des fonctionnalités d'ergonomie, comme les raccourcis clavier, le contrôle par ligne de commande ainsi que le support des formats ePub, Mobi, CHM, XPS, DjVu et Comic Book (CB7, CBZ, CBR et CBT).

### Raccourcis clavier
Comme la plupart des logiciels, Sumatra PDF comprend des raccourcis clavier standards, comme ouvrir un fichier, aller à la dernière page, imprimer la page en cours ou quitter le programme.

### Ligne de commande
Sumatra PDF peut être utilisé en ligne de commande, aussi bien pour des fonctions standards comme Ouvrir un fichier PDF, Quitter le programme que pour des fonctions avancées comme Changer le titre de la fenêtre ou Changer la couleur de fond par défaut de la fenêtre.

### Synchronisation avec des sources (La)TeX
Depuis sa version 0.8.1, Sumatra PDF intègre la synchronisation entre les sources TeX et le PDF qui en résulte.

## Développement
Initialement conçu pour MS Windows XP, Sumatra a quelques problèmes de compatibilité avec les versions antérieures de Windows, dont Windows 95, 98, Me et 2000.

## Nom et graphisme
L'auteur a indiqué que le choix du nom « Sumatra » n'est pas un hommage à l'île de Sumatra.
La conception graphique de Sumatra est un hommage à la couverture du roman graphique Watchmen d'Alan Moore et Dave Gibbons.

## Réception par la critique
Sumatra PDF s'est attiré les éloges pour sa rapidité et sa simplicité d'utilisation, ses raccourcis clavier et son développement open source. La Free Software Foundation Europe recommande Sumatra PDF.